# Rue des Glacis
La rue des Glacis est une voie de la commune de Nancy, dans le département de Meurthe-et-Moselle, en région Lorraine.

## Situation et accès
La rue des Glacis est sise près de la lisière septentrionale de la Vieille-ville de Nancy, à proximité de la porte de la Craffe. La voie appartient administrativement au quartier Trois Maisons - Saint-Fiacre - Crosne - Vayringe.

## Origine du nom
Tous les chemins contournant les remparts, à l'extérieur, se nommaient glacis, sorte de pente douce qui part de la crête du chemin couvert et se perd dans la campagne.

## Historique
Cette voie est ouverte en grande partie en 1876, à travers une petite ruelle mal famée, ancien chemin couvert sur les glacis des fortifications
de la Ville-vieille de Nancy.